# قرية المعرى بولاية منح
قرية المعرى تعد قرية المعرى إحدى أشهر وأهم القرى في ولاية منح بسلطنة عمان. حيث تمتاز هذه القرية بشجرة المتك النادرة على مستوى العالم اتخذتها الولاية شعاراً لها، حيث لا تنبت هذه الشجرة إلا في هذه القرية.
وتمتلك قرية المعرى العديد من المباني الأثرية، منها الحارات القديمة (حارة المعرى، حارة أبو نخيلة) وحصن قديم ومسجد النذرة وجامع الولاية الاثري

## مناطق القرية
- الشريعة: تحد القرية من الجهة الغربية وتعتبر مدخل الفلج للقرية.
- مال معين: تتوسط القرية وسمية نسبة لمزرعة معينة لوجه الله.
- المشروم: تحد القرية من جهة الجنوب.
- العين: تعتبر من اخصب الأراضي الزراعة في القرية وسمية نسبة إلى عين ماء موسمية (عين مانية).
- أبو نخيلة: تعتبر منطقة زراعية حيث لا يسكنها أحد بل خصصت للزراعة.

## مساجد القرية
الشريعة، مال معين، المطيب، حبيب، البراشي، الخشبة، هلال، العين، أبو نخيلة.التوحيد

## أفلاج القرية
- فلج الصليب أو «الهدار» كما يقال له قديما: يعتبر الفلج الرئيسي بالقرية لانه يستمر على مدار السنة وهو المصدر الرئيسي للمياة في القرية، سبب التسمية يرجع للارض التي يجري عليها والمسماة الصليب لصلابتها ولذلك يلاحظ عدم قوة الاشجار (اشجار النخيل) في المنطقة وقيل قديما (الهدار في أرض الصليبب يندار) نسبة لكثرة المياه المنتدفقة منه.
- فلج الاخيضر: من الإفلاج المندثرة التي كانت تغذي القرية.
- (عين ألمانية): العين التي تغذي الأراضي الشرقية للقلاية التي تنبت فيها شجرة المتك، تعتبر من العيون الموسمية حيث يستمر جريانها في موسم الأمطار.
- فلج أبو نخيلة: هو الفلج الذي يغذي منطقة أبونخيلة ويعد الآن من الإفلاج الميتة وسمي الفلج باسم نخلة واحدة موجودة بالقرية وحيث كانت صغيرة

ميت (نخيله) أي تصغير نخله وعرف الفلج الذي يمر فيها باسم أبو نخيلة.

## سكان القرية
تعتبر قرية المعرى من أكبر القرى في الولاية من حيث السكان حيث بلغ عدد سكانها في تعداد 2011 إلى 2560 نسمة.